# 신게츠

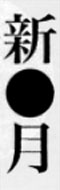

신게츠(新月, しんげつ)는 일본의 프로그레시브 록 밴드이다. 이전 밴드는 HAL, 세레나데.

## 역사
1970년, 츠다 하루히코(津田治彦)가 고등학교 동창 요이치를 만나 그의 밴드 턴테이블 시스템에 가입했다. 그는 아오야마학원대학에 입학해 타카하시(高橋直哉)와 벨라돈나를 결성하고 이후 요이치(鎌田洋一)가 들어와서 HAL이 된다.
1973년, 니혼대 예술학부에 다니던 하나모토(花本彰)가 밴드 아웃 오브 컨트롤을 결성했다. 나중에 보컬로 들어온 사람이 키타야마 마코토(北山真)였다. 75년에 마사유키(高津昌之)와 스즈키(鈴木清生)가 가입했을 때 밴드 이름은 바베큐였다.
1976년 츠다, 타카하시, 하나모토가 만나 신게츠를 결성했다. 78년 키타야마와 스즈키가 가입했다. 그들의 퍼포먼스는 꽤 임팩트가 있어서 잡지 Fool's Mate에 기사가 크게 실렸다. 이후 빅터 레코드의 레이블 젠과 계약했다. 대학때 연극을 공부했던 키타야마는 의상과 소도구를 이용한 무대를 만들었을 뿐 아니라 조명과 각종 세트까지도 효과적으로 활용했다. 퍼포먼스를 특히 중시한 밴드여서 높은 평가를 받았다.
79년 앨범 『新月』를 내고 데뷔했다. 이미 2집까지 구상이 끝난 상태였지만 프로그 록의 인기가 사그라드는 시점이어서 제작을 단념했다. 80년엔 스즈키, 타카하시가 탈퇴하여 81년에 해체했다.
그후 츠다는 포노제닉스(PHONOGENIX), 스즈키는 태피스트리(タペストリー)라는 밴드를 결성했다. 키타야마는 잠시 음악생활을 하다가 암벽등반쪽을 더 전념한다. 타카하시는 샐러리맨이 되었다.
94년엔 1집앨범때의 라이브 음원인 『赤い目の鏡:ライブ'79』를 내었다. 95년엔 옛날 음원들을 모은 앨범 『科学の夜』을 내었다.
98년엔 키타야마가 활동을 재개해서 앨범 『光るさざなみ』를 내었다.
05년엔 박스세트를 기획하고 미발표되었던 2집 『遠き星より』를 발매하며 재결성했다. 박스세트는 5CD+DVD 형태로 발매되었다.
2014년에 재패니즈 프로그레시브 록 페스티벌이 열려서 노벨라, 난바 히로유키 등과 함께 공연했다.
피터 가브리엘 이나 제네시스 (밴드)의 영향을 받은 서정성이 짙은 무대연출이 중요했다. 제네시스의 곡은 가끔 라이브로도 연주해서 일본의 제네시스라는 평을 듣기도 했다. 제네시스의 매니저도 그들의 공연영상을 보고 칭찬했다 한다.
비쿄란, 맨드레이크 등과 교류가 있었다.

## 음반 목록

### 신게츠 / HAL
- - 科学の夜 （セレナーデ〜新月　1995年)
- 新●月（1979年）
  - 赤い目の鏡:ライブ79（1994年）
  - Shingetsu Live 25.26 july 1979,ABC kaikan hall Tokyo（2004年）
  - 完全再現新月コンサート1979（2016年）
- ALCHEMY（HAL&RING、2006年)
- KURSK（HAL、2013年）
- 遠き星より（2015エディション）（2016年）
  - THE BEST OF ALBUM OUTTAKES 1976-1981（2016年）

### 키타야마 마코토
- 「動物界之智嚢」(1982年)
  - 文学バンド「文学ノススメ」(1983年)
- 「光るさざなみ」(1998年)北山真 with 新●月プロジェクト
- 「植物界之智嚢」(2008年)
  - 高津昌之「信号」(2009年)
- 「冷凍睡眠」(2015年)北山真 with 真○日